# Faith Coloccia
Faith Coloccia es una artista e instrumentista estadounidense. Es más conocida como la fundadora y compositora principal de la banda de post-rock Mamiffer. Coloccia es o ha sido integrante de las bandas Everlovely Lightningheart, Pyramids, House of Low Culture y Split Cranium. En 2009, cofundó el sello discográfico independiente SIGE Records con su esposo, el guitarrista Aaron Turner (Isis, Sumac).

## Carrera musical
Faith Coloccia describe su primera banda Everlovely Lightningheart como un experimento muy largo, el cual se extendió más allá de las sesiones de escritura. En una entrevista, comento que el proyecto incluía todo "lo relacionado con la amistad que había entre compañero Chris Badger y yo, en la forma como vivíamos nuestras vidas, como conversábamos, lo que hacíamos, la forma de ver el mundo, todo. Abarcó toda nuestra vida y se basó en gran medida en el caos" y detalló que la banda "estaba enfocado en las habilidades de improvisación, las oportunidades, las colaboraciones, enloquecernos entre nosotros, desaprender viejos patrones de pensamiento, y apenas lo estábamos logrando."
Después de la separación de Everlovely Lightningheart, Coloccia tomó algunas de sus ideas pendientes para esta y formó la banda Mamiffer. La banda comenzó como un proyecto colaborativo con una serie de músicos de sesión e invitados en cada producción, pero conforme fue madurando el proyecto solo quedaron ella y Turner, con Coloccia como encargada principal de las composiciones. Por corto tiempo se unió a Turner en su proyecto de música drone House of Low Culture. Colaboró también con Rich Balling (Rx Bandits, The Sound of Animals Fighting) en su proyecto musical llamado Pyramids. Después de participar como invitada en el álbum homónimo de la banda de crust punk atmosférico de Turner, Split Cranium, Coloccia se les unió como integrante oficial encargándose de los teclados para su segundo álbum I'm The Devil And I'm OK en el año 2018.
En 2010, Coloccia junto con Turner fundaron el sello discográfico SIGE Records, como un medio para lanzar los álbumes donde estaban directa o parcialmente involucrados. SIGE también surgió desde el interés por mantener el control sobre sus lanzamientos, realizar sus productos de forma casera en cualquier momento y cortar tantos nexos con intermediarios como les fuera sea posible durante el proceso creativo de sus álbumes.
En diciembre de 2015 lanzó su primer álbum en solitario titulado Surfacing bajo el seudónimo de Mára.

## Trabajo artístico
Coloccia es fotógrafa, artista y diseñadora gráfica. Cuando era niña, estaba rodeada e influenciada por diferentes medios que la incentivaron a realizar arte. Su madre y las amistades de su madre estaban involucradas en el teatro, su padre fue carpintero y la casa de su niñera  la cual, en sus palabras: "parecía estar ubicada en otro mundo imaginario" también le sirvieron de inspiración. El interés en la fotografía de Coloccia se desarrolló en parte por su padre y abuelo, a quienes les gustaba tomar fotos y adquirir ejemplares de revisas como Rolling Stone y Martha Stewart Living cuando era pequeña. Se especializó en fotografía artística en el colegio Otis College of Art & Design, donde conoció a Chris Badger de Everlovely Lightningheart.
Ha creado y diseñado el arte de las portadas de los álbumes para varias bandas, propias y externas como: Wonder de Knut, Weatherhead de Helms Alee y No y The Ape of God / The Ape of God de Old Man Gloom.

## Discografía

### Everlovely Lightningheart
- Cusp (2006, Hydra Head)
- Sien Weal Tallion Rue (2009, Hydra Head)

### Pyramids
- Pyramids with Nadja (colaboración con Nadja) (2009, Hydra Head)
- A Throne Without a King (split con Horseback) (2011, Hydra Head)

### Mamiffer
- Hirror Enniffer (2008, Hydra Head)
- Mare Decendrii (2011, Conspiracy)
- Bless Them That Curse You (colaboración con Locrian) (2012, Profound Lore)
- Enharmonic Intervals (para Paschen Organ) (colaboración con Circle) (2013, Ektro)
- Statu Nascendi (2014, SIGE)
- Crater (colaboración con Daniel Menche) (2015, SIGE)
- The World Unseen (2016, SIGE)
- The Brilliant Tabernacle (2019, SIGE)

### House of Low Culture
- Poisoned Soil (2011, Taiga)

### Barnett + Coloccia
- Retrieval (2013, Blackest Ever Black)
- Weld (2015, Blackest Ever Black)
- VLF (2019, SIGE)

### Baker / Coloccia / Mueller
- See Through (2019, Gizeh)

### Mára (solo)
- Surfacing (2015, SIGE)[6]

### Split Cranium
- I'm The Devil And I'm OK (2018, Ipecac)

### Como invitada
| Año  | Artista                     | Álbum                         | Contribución                                                                      |
| ---- | --------------------------- | ----------------------------- | --------------------------------------------------------------------------------- |
| 2011 | Boris                       | Heavy Rockss                  | piano en "Aileron"                                                                |
| 2011 | Master Musicians of Bukkake | Totem Three                   | voz en "Reign of Quantity and the Signs of the Times / Patriarch of the Iron Age" |
| 2011 | Wolves in the Throne Room   | Celestial Lineage             | voz en "Subterranean Initiation"                                                  |
| 2012 | Jodis                       | Black Curtain                 | voz en "Red Bough"                                                                |
| 2012 | William Fowler Collins      | Tenebroso                     | piano en "Scythe"                                                                 |
| 2012 | Split Cranium               | Split Cranium                 | guitarra en "Black Binding Plague"                                                |
| 2014 | Old Man Gloom               | The Ape of God I              | voz en "Eden's Gates"                                                             |
| 2015 | Sumac                       | The Deal                      | piano en "Thorn in the Lion's Paw"                                                |
| 2016 | Sumac                       | What One Becomes              | órgano en "Clutch of Oblivion" y "Blackout"                                       |
| 2017 | Janne Westerlund            | There's a Passage             | voz en "So Messed Up"                                                             |
| 2018 | Sumac                       | Love in Shadow                | órgano en "The Task"                                                              |
| 2019 | Janne Westerlund            | Bell                          | voz en "So Vast the Fields of Sorrow"                                             |
| 2019 | Dekathlon                   | The Thin Road 7″              | voz                                                                               |
| 2020 | Old Man Gloom               | Seminar IX: Darkness of Being | voz y órgano en "Death Rhymes"                                                    |